# 1997 (szám)
Az 1997 (római számmal: MCMXCVII) az 1996 és 1998 között található természetes szám.

## A matematikában
A tízes számrendszerbeli 1997-es a kettes számrendszerben 11111001101, a nyolcas számrendszerben 3715, a tizenhatos számrendszerben 7CD alakban írható fel.
Az 1997 páratlan szám, prímszám. Kanonikus alakja 19971, normálalakban az 1,997 · 103 szorzattal írható fel. Két osztója van a természetes számok halmazán, ezek növekvő sorrendben: 1 és 1997.
Szigorúan nem palindrom szám. Gyaníthatóan Lychrel „mag”-szám.
Az 1999 ikerprím párja. 29 szám valódiosztóösszeg-függvényeként áll elő, a legkisebb az 5979 .